# 조선민주주의인민공화국의 소수집단

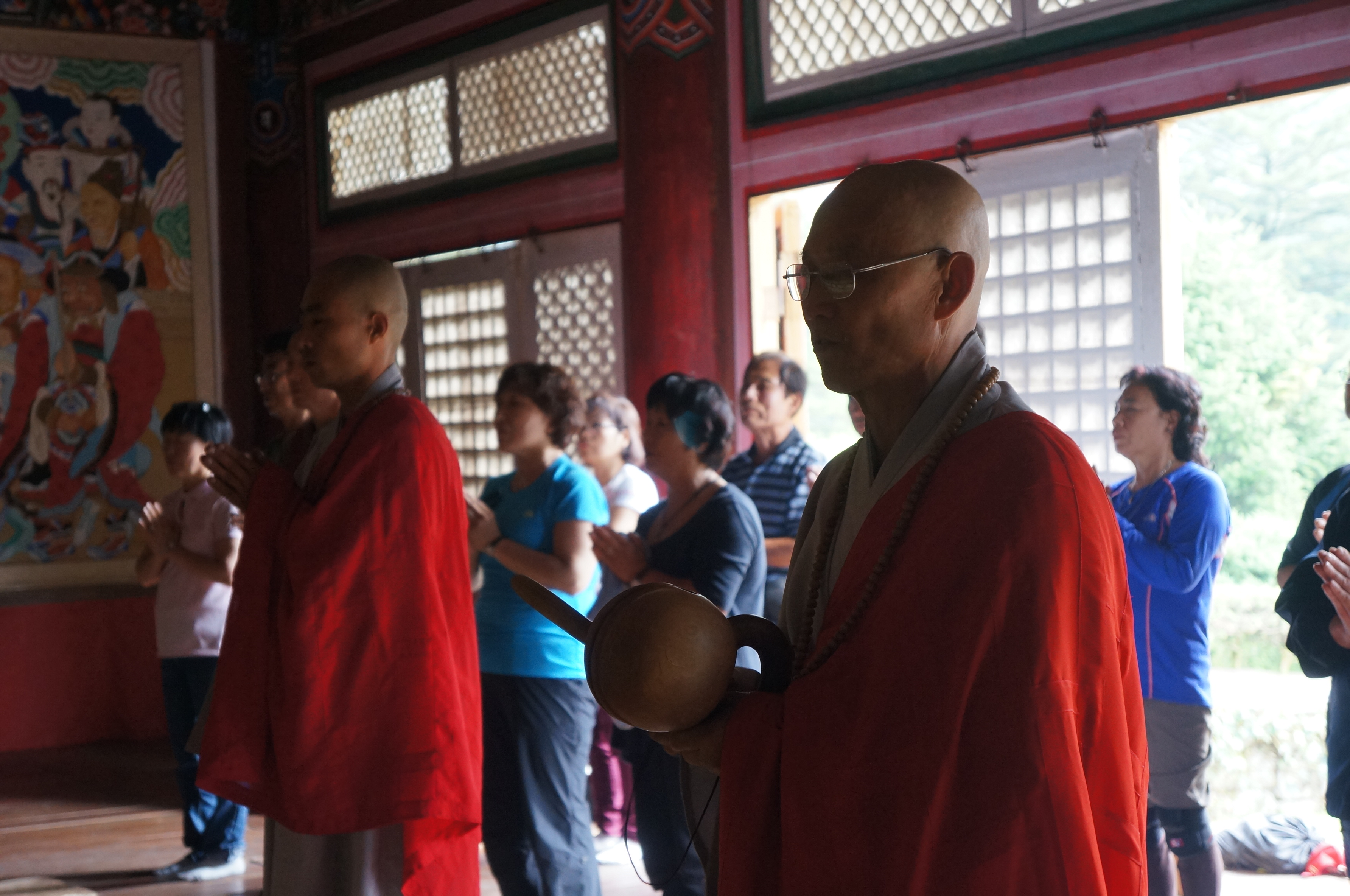
불교는 북한에서 공언하는 전통 종교 중 하나이며 소수 민족에게 영향을 미쳤다.

조선민주주의인민공화국은 민족적, 언어적으로 동질적이지만 일부 소수 집단이 존재한다. 여기에는 송환된 한국인 그룹, 소규모 종교 공동체, 이웃 중국과 일본에서 온 이민자들이 포함된다.
1960년대까지 여진족의 후예인 재가승 민족 집단은 재가승의 명에 따라 마을을 이루어 살았다. 이러한 사찰공동체는 반사회주의자 로 인식되었고 재가승 사람들은 한국인과 동화되었다. 중국으로의 이주로 인해 쇠퇴하고 있는 화교로 알려진 중국계 민족의 공동체도 있다. 1980년대에 북한에 거주하는 중국인들은 해외 여행에 대한 특권을 누렸지만, 오늘날 그들 중 많은 사람들이 영구적으로 중국으로 이주했습다. 북한 내 일본인 공동체는 다양한 기원을 갖고 있다. 소련의 전 일본군 포로, 송환된 재일 동포의 일본인 배우자, 일본 적군 탈북자, 납치된 일본인 등이 거주하고 있다.
북한에는 인도인과 미국인의 작은 공동체가 있다. 천도교, 불교, 기독교와 같은 종교 공동체가 이 나라에 존재한다. 천도교는 또한 19세기 동학농민혁명의 화신으로 묘사되며, 그들의 천도교청우당은 조선노동당 과 밀접하게 협력하는 소수정당이다.
많은 공동체가 한반도로 송환된 조선족들로 구성되어 있다. 마오쩌둥의 대약진운동과 문화대혁명 당시 소수민족 탄압에 따른 기근으로 중국에 거주하던 조선족 5~7만명이 북한으로 이주했다. 이 유입으로 인해 북한 정부는 이민자들을 수용하기 위해 난민 캠프를 건설해야만 했다. 100,000에서 150,000 사이의 재일교포와 그 후손들이 북한에서 송환된 재일동포 공동체를 형성하고 있다. 그들의 송환은 1959년에서 1980년 사이에 이루어졌다. 1960년대와 1970년대에 그들은 일본에 체류하며 부유함을 유지했지만, 1990년대 북한의 기근으로 재산을 소진했다. 그들의 공동체는 여전히 긴밀한 관계를 유지하고 있으며, 대부분은 그룹 내에서 결혼하고 나머지 북한 사회와 분리되어 있다. 소련은 해외에서 가장 큰 한인 소수 민족 중 하나를 가지고 있었지만 그들 중 10,000명 미만이 북한으로 송환되었고, 북한 사회의 나머지 부분에 동화되었다.

## 소수 민족

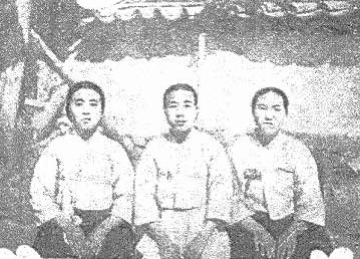
재가승 한국 여성

재가승은 한국에 사는 여진족의 후손이다. 역사적으로, 그들은 결혼한 평신도 승려들의 마을을 형성했다. 그들은 오트밀 종이를 생산하고 그것으로 세금을 대체했다. 이 지역 공동체들는 외부로부터의 큰 압력 없이 식민지 시기동안 살아남았다.
그들의 마을은 후손들이 중국에서 이주한 18세기부터 1960년대까지 존재했다. 현대에 와서 재가승 사람들은 북한의 한민족과 동화되어 왔다. 평신도 수사들의 수도원 정체성은 반사회주의자로 여겨졌고, 마을들은 더 이상 존재하지 않게 되었다.

### 북한에 거주하는 중국인
북한에는 현지에서 화교로 불리는 중국인 공동체가 점점 줄어들고 있다. 중국인 공동체의 쇠퇴는 더 나은 삶과 교육을  추구하는 중국으로의 이주 때문이다. 이것과 유사한 경향은 한국에 거주하는 중국인 공동체에서도 관찰되었다. 1980년대에 중국인들은 북한에서 해외를 자유롭게 방문하는 특권을 누렸다.

### 북한에 거주하는 일본인

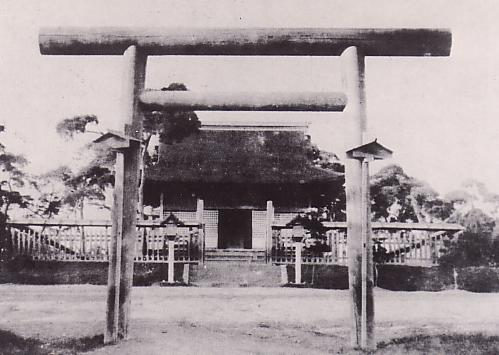
헤이 조 신사는 일본인이 평양에 지은 신사이다.

송환된 재일조선인 배우자를 동반한 일본인, 일본적군 과 같은 탈북자, 납치피해자는 북한에서 작은 일본인 공동체를 형성하고 있다. 1997년에는 소수의 일본인 아내가 일본으로 귀국할 수 있었다.

### 소규모 민족 공동체

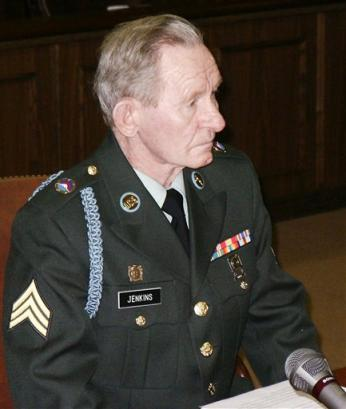
Charles Robert Jenkins는 북한에 있는 미국인 커뮤니티의 일원이었다.

미국인 과 인도인 의 작은 공동체가 북한에 존재한다. 200명의 서양인이 북한에 살고 있고, 매년 5,000명의 서양인이 북한을 방문한다.

## 북한 내 송환된 단체
10,000명 미만의 러시아-한국인들이 북한으로 이주했지만, 소련은 세계에서 가장 큰 한인 소수 민족 중 하나였다. 북한으로 송환된 대부분의 사람들은 일제강점기에 이주한 사할린 섬 출신이었다. 러시아계 고려인은 주로 동화되었으며, 현대 북한에서 별도의 민족 집단을 형성하지 않는다.

### 중국계 한국인
중국의 한국인 공동체는 19세기 말에 성장하였다. 1945년, 중국에는 최대 200만 명의 조선족이 살고 있었다. 1950년대 말과 1960년대에 수만 명의 한인들이 북한으로 이주했다. 50,000명에서 70,000명 사이의 사람들이 북한으로 이주한 것으로 추정된다. 그러나 그 숫자를 확인할 공식적으로 발표된 통계는 존재하지 않는다. 1950년대 말 대약진운동은 경제난과 기근을 초래했다. 그에 비해 당시 북한 경제는 잘 나갔다. 이민은 처음에는 합법적이었지만 1958년 이후 금지되었다. 문화대혁명과 그로 인한 한국 지식인들의 박해는 그들을 북한으로 도피하게 하였다. 북한 정부는 중국을 탈출하는 수많은 한국인 난민들을 위해 2~3개의 난민 캠프를 설립해야 했다. 1960년대부터 조선족을 위한 학교가 있었지만, 중국어는 거의 가르치지 않았다.

### 일본계 한국인

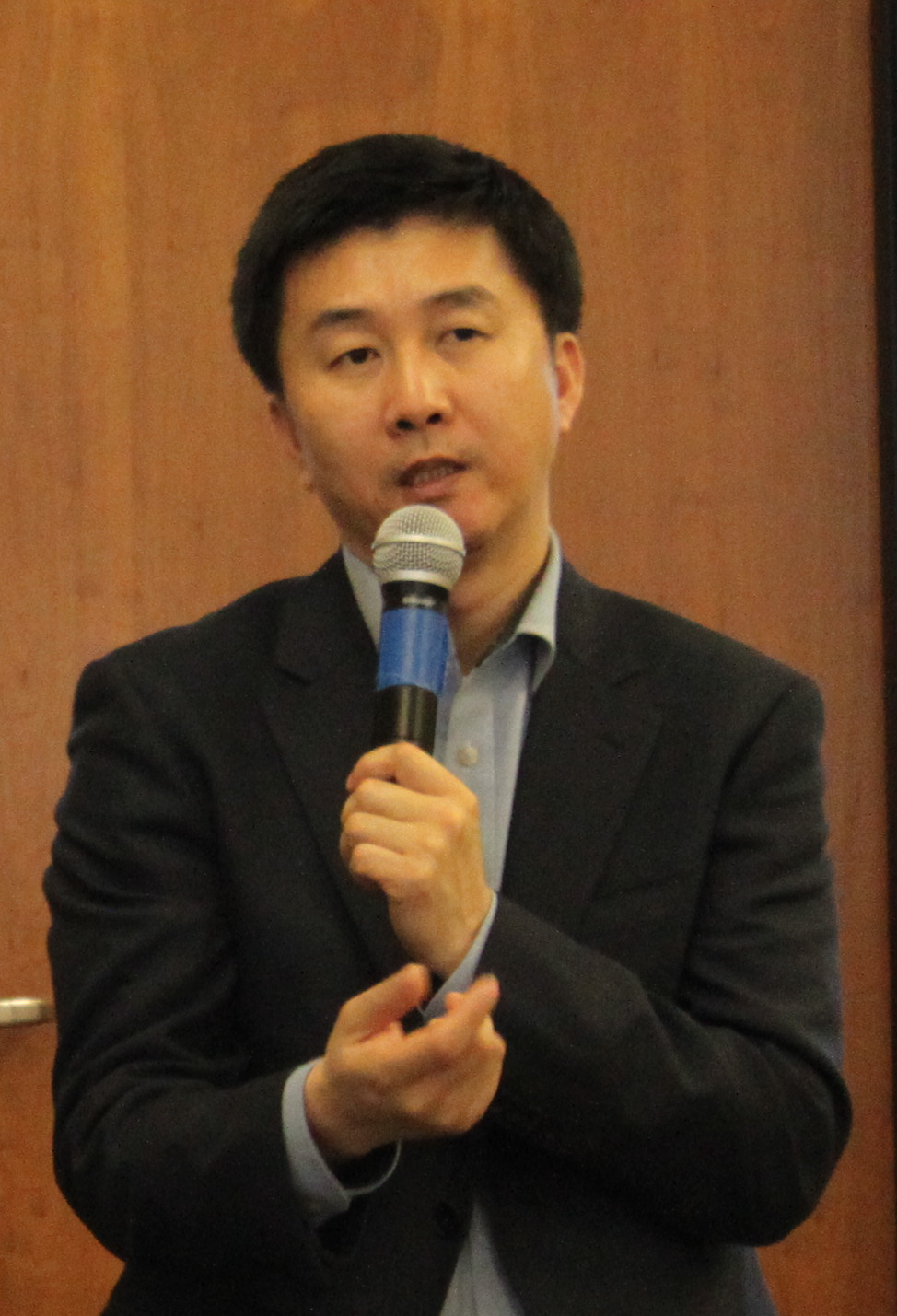
강철환은 잘 알려진 일본계 조선인 소수민족이다.

일본계 한국인은 1959년에서 1980년 사이에 일본에서 송환된 사람들의 후손이다. 북한으로 이주한 사람은 약 94,000명이었다. 2013년 기준,  현재 그들의 수는 100,000에서 150,000 사이다. 그들은 북한의 주류 사회로부터 고립되어 있었다. 그러나 1960년대와 1970년대에 그들은 전형적인 북한 사람들보다 더 부유했다. 일본계 한국인들은 주로 혼인을 했다는 일화적인 증거가 있는 것으로 알려져 있다. 북한 기근 이후 지역 사회는 풍요를 많이 잃었지만, 여전히 북한 사회 내에서 별도의 집단으로 존재한다.

## 종교적 소수자
영국 종교정보부는 종교 인구 통계를 비공식적으로 추정하려고 노력했다.
종교 신자의 북한 공식 비율. 북한은 북한에 6만 4천 명의 종교인들만 살고 있다고 주장했다.
북한에는 명확한 종교적 다수를 가지고 있지 않다 . 북한은 대부분 종교가 없는 것으로 알려져 있다. 그러나 그 수치는 신뢰할 수 없다.
종교 활동은 정부에 의해 허용되지만, 공식적인 주체 이데올로기를 섬기는 것은 의무화 되어 있다. 예를 들어, 천도교 청우당은 존재하도록 허용되어 정권이 19세기 동학농민혁명의 이상을 대표한다고 주장할 수 있다. 종교의 자유라는 환상을 만들기 위해 각종 종교 단체의 존재를 허용한다. 공식적인 이데올로기는 그 자체로 종교로 특징 지어질 수 있다. 기독교 및 다른 기타 종교적 소수자들은 박해를 받는다.

## 같이 보기
- 천도교청우당
- 조선민주주의인민공화국의 장애인
- 재한 외국인
- 한국 불교
- 조선민주주의인민공화국의 성소수자 권리
- 조선민주주의인민공화국의 여성
- 경기도 방언
- 함경도 방언
- 평안도 방언

## 추가 자료
- Hwang Chol-san (1960). 《Hamgyŏng pukto pukpu san'gan purak (chaegasŭng purak) ŭi munhwa wa p'ungsŭp》 [Culture and customs of the mountain villages (lay monk villages) in far northern Hamgyong province]. OCLC 23977624.
- Julie Makinen (2016년 8월 24일). “93,000 people voluntarily left Japan for North Korea after World War II. Or did they?”. 《Los Angeles Times》.
- Kim Hwansoo (2013). “'The Mystery of the Century:' Lay Buddhist Monk Villages (Chaegasŭngch'on) Near Korea's Northernmost Border, 1600s–1960” (PDF). 《Seoul Journal of Korean Studies》 26 (2): 269–305. doi:10.1353/seo.2013.0019.
- Tertitskiy, Fyodor (2015). “Exclusion as a Privilege: The Chinese Diaspora in North Korea”. 《Journal of Korean Studies》 20 (1): 177–199. doi:10.1353/jks.2015.0009. ISSN 2158-1665.
- Tessa Morris-Suzuki (2009년 10월 26일). “The Forgotten Japanese in North Korea: Beyond the Politics of Abduction”. 《The Asia-Pacific Journal: Japan Focus》 7 (43).